# Kibondo (huyện)
Kibondo là một huyện thuộc vùng Kigoma, Tanzania. Thủ phủ của huyện Kibondo đóng tại Kibondo Mjini. Huyện Kibondo có diện tích 15722 ki lô mét vuông. Đến thời điểm điều tra dân số ngày 25 tháng 8 năm 2002, huyện Kibondo có dân số 413777 người.